# Station Herne Bay
Herne Bay is een spoorwegstation van National Rail in Herne Bay, Canterbury in Engeland. Het station is eigendom van Network Rail en wordt beheerd door Southeastern. Het station is geopend in 1861.